# Dorysthetus nicaraguensis
Dorysthetus nicaraguensis är en skalbaggsart som beskrevs av Soula 2002. Dorysthetus nicaraguensis ingår i släktet Dorysthetus och familjen Rutelidae. Inga underarter finns listade i Catalogue of Life.